# كاري (إلينوي)
كاري (بالإنجليزية: Cary)‏ هي قرية تقع في الولايات المتحدة في Algonquin Township. يقدر عدد سكانها بـ 18,271 نسمة.

## الموقع الجغرافي
الموقع الجغرافي للمناطق المحيطة بهذه النقطة هو كالتالي:

## أعلام
- درو كونر
- نيكولاس ليفاس